# Ruggero Gabbai

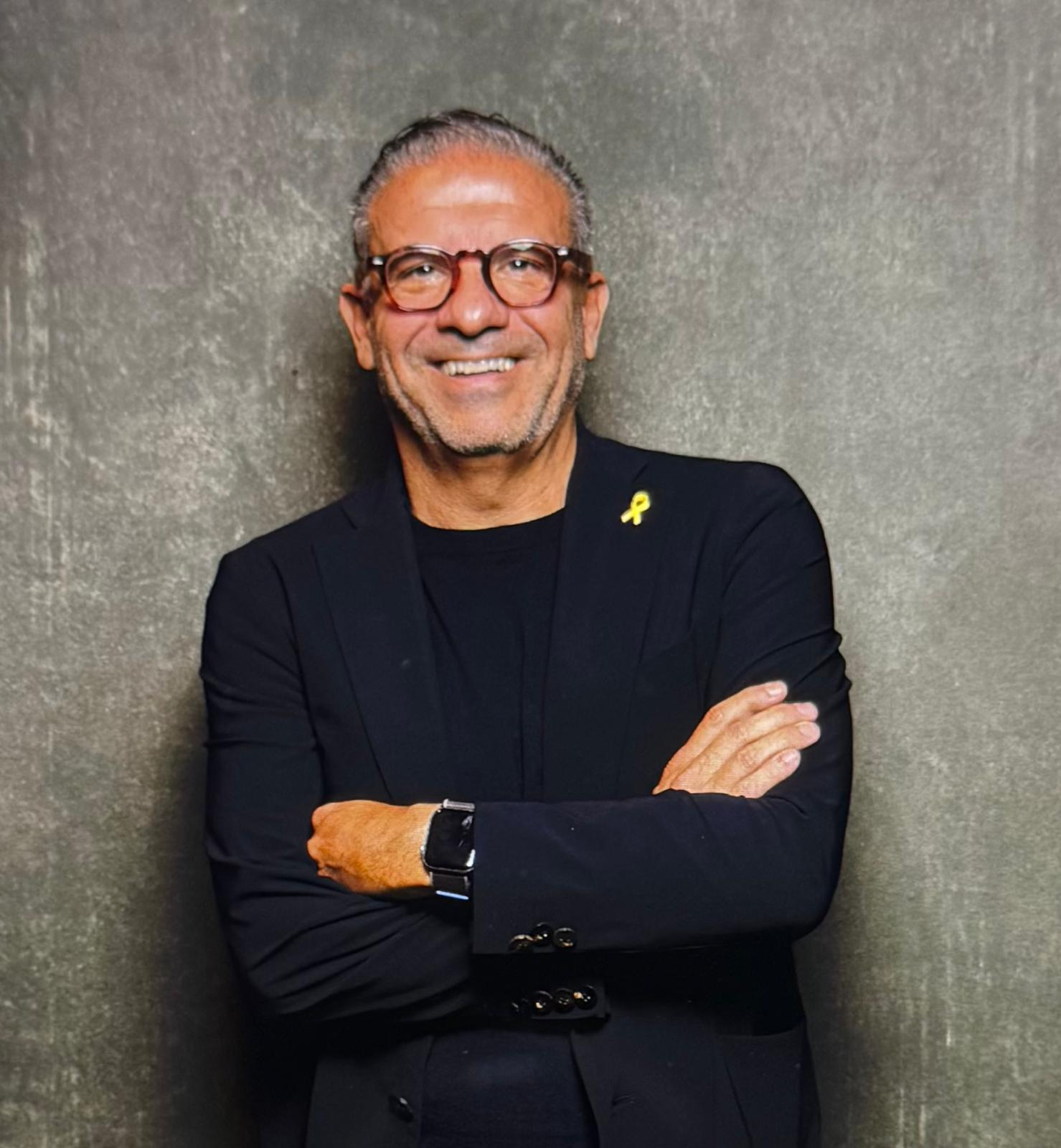
Ruggero Gabbai, 2024

Ruggero Gabbai (6. August, 1964 in Wilrijk, Belgien) ist ein italienischer Filmregisseur und Fotograf.

## Leben
Ruggero Gabbai wuchs in Mailand auf. Er erwarb im Alter von neunzehn Jahren einen Bachelor der Bildenden Künste in Fotografie mit Nebenfach Philosophie am Rochester Institute of Technology. Im Jahr 1993 erwarb er einen Bachelor der Bildenden Künste, Master der Bildenden Künste in Filmregie an der Columbia University in New York City.
Der erste Dokumentarfilm, bei dem er Regie führte, war seine Abschlussarbeit The King of Crown Heights,.
Gabbai arbeitete in der Modefotografie für das Atelier von Paul Labraque und gründete die Postproduktionsfirma ARC pictures. Er arbeitete auch als Fotoreporter für die südamerikanische Wochenzeitschrift Cosas, wo er Porträts von bekannten Persönlichkeiten wie Leo Castelli, Imelda Marcos, Edward Coach, Julio Iglesias schoss. Er arbeitete als Sportfotograf mit dem Giant’s Stadium und dem Madison Square Garden zusammen. Er bearbeitete die Titelseiten der New Yorker Universität und realisierte sowohl den berühmten 360°-Panoramablick auf die Stadt als auch die Broschüren der Columbia University durch eine spezielle Technik der Negativmanipulation.
1994 zog er zurück nach Italien. Er führte Regie bei dem Dokumentarfilm Memoria mit der historischen Autorenschaft von Marcello Pezzetti und Liliana Picciotto. Der Dokumentarfilm wurde in Auschwitz gedreht. 1997 wurde der Film von der Internationalen Filmfestspielen in Berlin ausgewählt und gewann den ersten Preis auf dem Filmfestival in Nürnberg. Memoria wurde zur Hauptsendezeit auf dem nationalen italienischen Fernsehsender RAI 2 ausgestrahlt und erreichte 7 Millionen Zuschauer.
1997 gründete Gabbai die Produktionsfirma Forma International und hat seitdem mehr als 30 Dokumentarfilme zu verschiedenen Themen gedreht, wie den über Varenne oder Ajamola Ajamola über die Tötung der Riesenthunfische, sowie Porträts über Emma Bonino, Enzo Maiorca, und über die Modehäuser Versace und Missoni.
Im Jahr 2009 führte er Regie bei Io ricordo, einem Dokudrama über die Opfer der Mafia. Io ricordo wurde von Gabriele Muccino und Marco Cohens Indiana Production produziert. Der Film erhielt die Schirmherrschaft des Präsidenten der Italienischen Republik, wurde auf dem italienischen Fernsehsender Canale 5 ausgestrahlt und anschließend von Medusa Film als Heimvideo vertrieben.
Am 19. Januar 2010, anlässlich des 70. Geburtstages von Paolo Borsellino, wurde Gabbai zusammen mit Mitgliedern der Stiftung Progetto Legalità („Projekt Legalität“) vom Präsidenten der Italienischen Republik Giorgio Napolitano empfangen, um Io ricordo zu überreichen.
Im Jahr 2010 produzierte er den Dokumentarfilm Jackfly, der auf wahren Begebenheiten in der Finanzwelt beruht, und führte Regie.
2011 wurde Gabbai zum Stadtrat von Mailand gewählt. Im Januar 2012 wurde er zum Vorsitzenden der für die Expo 2015 zuständigen Kommission des Stadtrats ernannt.
Im Jahr 2013 war er der künstlerische Leiter der Eröffnung von Binario 21 im Bahnhof Milano Centrale. Er stellte den Dokumentarfilm The Longest Journey, über die Deportation der italienischen Juden von Rhodos während des Zweiten Weltkriegs fertig. Der Film wurde für das 30. Internationale Filmfestival in Jerusalem ausgewählt und in einer Weltpremiere im Museum of Jewish Heritage in New York City gezeigt. Seitdem wurde der Film auf vielen Festivals weltweit gezeigt, am Internationalen Holocaust-Gedenktag 2014 und 2015 im nationalen Fernsehsender RAI 1 ausgestrahlt und im italienischen Parlament von der Präsidentin der Abgeordnetenkammer, Laura Boldrini, zusammen mit dem Bildungsminister vorgestellt. Im Jahr 2014 erhielt Ruggero Gabbai den Mario-Francese-Preis für den hohen zivilen Wert seiner Filme im Kontext der historischen Erinnerung.
Im Jahr 2015 schloss Gabbai seinen Dokumentarfilm Starting Over Again über die westlichen Gemeinschaften in den 40er und 1950er Jahren in Ägypten vor der Revolution von 1952 und dem Nationalismus Nassers ab. Der Film wurde auf JLTV in den USA und Kanada ausgestrahlt und lief auf vielen Festivals in aller Welt. Im darauffolgenden Jahr produzierte und inszenierte er CityZen, einen Dokumentarfilm über das mittellose ZEN-Viertel in Palermo. Im Jahr 2016 war der Film in der offiziellen Auswahl des Taormina Film Festivals.
2017 schloss er seinen Dokumentarfilm Libia: l’ultimo esodo ab, der das Leben der blühenden jüdischen Gemeinde in Libyen und seiner Hauptstadt Tripolis in der Nachkriegszeit bis zum Aufstieg von Gheddafi zeigt. Der Dokumentarfilm The Raid – Rome, 16. Oktober 1943 erzählt von dem größten Überfall der Nazis in Italien. Der Film wurde in der Abgeordnetenkammer (Italien) vorgestellt, bei der 13. Ausgabe des Filmfestivals von Rom offiziell ausgewählt und vom italienischen Staatsfernsehen Rai Cinema erworben. Im Jahr 2018 führte Gabbai Regie bei Being Missoni, einem Porträt der Familie Missoni und ihres internationalen Mode-Erbes. Der Dokumentarfilm wurde auf Sky Arte ausgestrahlt.
2020 erschien sein neuester Dokumentarfilm Kinderblock über die von Mengele verfolgten Kinder, mit wertvollen Zeugnissen von Andra Bucci und Tatiana Bucci in Erinnerung an ihren Cousin Sergio De Simone. Der Dokumentarfilm wurde in Neapel, Rijeka, Triest, Birkenau und Hamburg gedreht. Im Februar strahlte das italienische Fernsehen RAI den Film aus und erreichte damit mehr als eine Million Zuschauer.
Einige der Dokumentarfilme von Ruggero Gabbai wurden in Museen gezeigt, darunter das Israel Museum in Jerusalem, das Museum Ägyptischer Kunst in München, das Jewish Museum of New York, Yad Vashem und die Accademia di Belle Arti di Brera.
Sein Film Du TGM au TGV wurde 2022 uraufgeführt.
Liliana wurde von Gabbai inszeniert und von Forma International in Zusammenarbeit mit Rai Cinema produziert. Es handelt sich um eine Doku-Fiktion, die das Leben von Liliana Segre, einer Senatorin der Italienischen Republik, schildert. Der Film wurde für das Rom Film Festival 2024 ausgewählt und gewann den Sorriso Diverso Roma Award.

## Filmographie
- Liliana (2024)
- Du TGM au TGV (2022)
- Weißes Rauschen (2021)
- Kinderblock (2020)
- The Raid – Rome, 16 October 1943 (2018)
- Being Missoni (2018)
- Libya: the last exodus (2017)
- CityZEN (2016)
- Starting over again (2015)
- The longest journey (2013)
- B&B Italia (2011)
- JACKFLY (2010)
- IO RICORDO[2] (2008–2009)
- Arabi Danzanti (2007)
- Mediaset – Minotauro: Versace, Missoni, Emma Bonino, Enzo Maiorca, La danza delle cinque, Confronto istintivo e Un aiuto naturale(2006–2002)
- Gli ebrei di Fossoli (2006)
- Sarajevo, i figli d’Abramo (2002)
- Varenne, un’atleta chiamato cavallo (2002)
- Mediaset – Una penisola di storie: Ajamola ajamola, il rito della mattanza, Una città in Palio, Il Redentore (2001)
- American dream (2001)
- Okkio per okkio (2000)
- Gerusalemme, una promessa di pietra (1999)
- Viaggio verso casa (1998)
- Lavori in carne (1998)
- Cici daci dom, noi zingari d’italia (1998)
- Febbre rossa (1997)
- Memoria[6] (1997)
- The king of Crown Heights[1] (1994–1993)
- Free fallin (1992)
- Václav Havel, a day in New York (1990)